# Dirección Nacional de Estadística de Guinea
La Dirección Nacional de Estadística (en francés: Direction nationale de la statistique, sigla DNS), creada en 1997 por decreto 97/063/PRG/SGG de 5 de mayo, es el servicio estadístico oficial de la República de Guinea, cuya transformación en Instituto Nacional de Estadística se paralizó con la muerte del presidente Lansana Conté a finales de 2008. Con una estructura administrativa bajo la supervisión del ministro responsable de estadística, es responsable del diseño, desarrollo, implementación y seguimiento de la política gubernamental en materia de producción y difusión de información estadística. Sus actividades están organizadas dentro del marco general del sistema estadístico de Guinea y depende orgánicamente del Consejo Nacional de Estadística (CNS).  El futuro Instituto Nacional de Estadística tendrá como misión primordial contar con una estadística fiable.

## Misión
Bajo la autoridad del Ministro de Planificación, la Dirección Nacional de Estadística tiene como misión  la identificación de las necesidades nacionales del país y definir prioridades como recopilar, centralizar, procesar y analizar toda la información estadística necesaria para la definición y seguimiento de la política económica y social del Gobierno; la gestión y actualización de un banco de datos destinado a la administración, a los operadores económicos y a otros usuarios; realizar todas las operaciones de encuestas estadísticas, censos y todos los estudios estadísticos de alcance nacional necesarios para el establecimiento y actualización de un sistema de información estadística que permita seguir la evolución de la situación económica y social de Guinea; coordinar las actividades estadísticas en todo el territorio nacional, garantizando la calidad y armonización de las actividades estadísticas realizadas a nivel nacional y definiendo los estándares a seguir. Asimismo, elaborar textos reglamentarios relacionados con la recopilación y difusión de información estadística en la República de Guinea y actuar de enlace con las oficinas de estadística nacionales e internacionales y representar a Guinea en todas las reuniones, conferencias y congresos internacionales relacionados con la estadística. Por último, proporcionar asistencia técnica a los servicios responsables de las estadísticas dentro de la administración; y  preparar anualmente el programa nacional de trabajo estadístico para la sesión del Consejo Nacional de Estadística y analizar los expedientes de las encuestas con miras a la concesión del visado estadístico y promover la formación, el desarrollo y el reciclaje del personal responsable de las estadísticas en Guinea. 

## Organización
La Dirección Nacional de Estadística es un departamento de administración central del Ministerio responsable de la Planificación. Está dirigido por un director nacional designado por decreto del Presidente de la República a propuesta del Ministro de Planificación. ; está asistido por un director nacional adjunto que lo reemplaza en caso de ausencia o incapacidad y es nombrado en las mismas condiciones.
El Director Nacional dirige, coordina, dirige y controla las actividades de los servicios de la Dirección que son los servicios de apoyo, la División de Estadística General, la División de Metodología Estadística y Condiciones de Vida de los Hogares, la División de Cuentas Nacionales y la División de TI.

## Historia
| apellido    | Período                   |
| ----------- | ------------------------- |
| Omar Diallo | ....... - finales de 2012 |

Tan pronto como se adquirió la independencia en 1958, se creó una Dirección General de Estadística adscrita al Ministerio de Planificación y Estadística. A principios de los años sesenta, con vistas a la implementación del primer plan trienal de desarrollo económico y social (1960 – 1963), se reforzó su estructura.
En 1981, se creó una Dirección General de Planificación y Estadística, bajo la autoridad del Primer Ministro, reuniendo la Dirección General de Estadística y la Dirección General de Planificación y, al mismo tiempo, el Centro Nacional de Estadística. y Gestión (CNIG), dirección general de la administración pública. A partir de 1986, se separaron las dos direcciones de estadística y planificación y en 1988, la Dirección General de Estadística integró el CNIG, pasando a ser el conjunto la Dirección Nacional de Estadística e Informática (DNSI). Dependiendo de las reorganizaciones ministeriales, el DNSI a veces depende del Ministerio de Economía, Finanzas y Planificación y otras veces del Ministerio de Planificación y Cooperación.
La última etapa, desde 1997, la Dirección Nacional de Estadística (DNS) es una administración central puesta bajo la supervisión del Ministerio de Planificación, a punto de transformarse en un Instituto Nacional de Estadística.